# Flavio Mucciante
Flavio Mucciante (Roma, 14 maggio 1961) è un giornalista italiano.

## Biografia
È attualmente Presidente del Centro Studi Superiori per la formazione e l’aggiornamento in giornalismo radiotelevisivo di Perugia, nominato all’inizio di giugno 2025 dal Cda della Rai. In precedenza ha ricoperto gli incarichi di direttore ad interim della Direzione Radio (2023/2025), consigliere di amministrazione della nuova Audiradio, la società che si occupa dell’indagine sull’ascolto radiofonico in Italia (2023/2025) e consigliere di amministrazione di Era-Editori radiofonici associati. 
È stato direttore di Radio1 e dei Giornali radio (2014/2016), direttore di Gr Parlamento, direttore di Radio2 (2009/2014), condirettore del Gr2 (2009/2014), direttore editoriale di Rai Libri (2018/2019), vice direttore di Radio1-Gr (2002/2009), caporedattore della Cronaca del Tg2 (1997/2002), conduttore e inviato. 
Ha cominciato la sua attività giornalistica nel 1984, nella redazione romana di Avvenire, approfondendo in particolare fenomeni emergenti a sfondo sociale e religioso. Dal 1987 al 1991 è stato giornalista alla Radio Vaticana, dove si è specializzato in informazione religiosa e politica estera. Ha seguito l'attività del pontificato di Giovanni Paolo II e l'evolversi dell'Ostpolitik. Ha collaborato, tra gli altri, con il quotidiano della Conferenza Episcopale Italiana Avvenire, l'Agenzia ANSA e curato la comunicazione delle fasi preparatorie del Giubileo del 2000.
Dal 1991 al 1997 è stato redattore, poi caposervizio e vicecaporedattore prima al GR2 (testata per la quale è stato assunto alla Rai) e poi al GR1, dove ha collaborato alla nascita dell'all news radiofonica, della quale ha realizzato lo start-up. Dal 1997 al 2002 ha lavorato al TG2 con l'incarico di caporedattore della cronaca. 
Dal 2002 al 2009 è stato vicedirettore di Radio 1. Si è occupato di palinsesto, organizzazione, grandi eventi e informazione politica. Nel 2009 passa alla direzione di Radio 2 prendendo il posto di Sergio Valzania, con l'incarico anche di condirettore del Giornale Radio Rai con delega al GR2.. Nel marzo 2014 la nomina alla direzione di Radio1 e dei giornali radio (Gr1,Gr2 e Gr3, ai quali si aggiungerà a giugno il canale Gr Parlamento, dove resterà fino all'agosto 2016).
A maggio 2018 viene nominato direttore editoriale di Rai Eri, la casa editrice della Rai, della quale ha curato il rebranding con il lancio del nuovo marchio “Rai Libri”. Tra gli eventi organizzati come responsabile della Direzione Radio il concerto a sorpresa di Calcutta sul tetto del palazzo storico della Rai in Via Asiago, progetto realizzato con Lorenzo Lucidi e la performance teatrale di Dario Ballantini su Ettore Petrolini. 

### Direzione di Radio2
È direttore di Rai Radio 2 dal 2009 al 2013. Nel primo anno in cui riveste tale ruolo decide di chiudere numerosi programmi storici di Radio 2 tra i quali Condor, Dispenser, Sumo, Alle 8 della sera e Fabio e Fiamma. Erano alcune delle trasmissioni culturali più note della radio italiana.
Nell'ottica di aumentare gli ascolti e posizionare l’emittente in una precisa fascia di mercato, nascono invece diversi programmi di intrattenimento, tra i quali la versione radiofonica dell'Edicola di Fiorello,“Radio 2 Social club” con Luca Barbarossa e Virginia Raffaele, “Chiambrettopoli”, “Chiambretti ore 10” e "Comunque vada sarà Sanremo" con Piero Chiambretti, "Meno male che c'è Radio2" con Nino Frassica e Simone Cristicchi, "Sold out, incidenti di percorso" esordio radiofonico di Malika Ayane, "Caterpillar A.M.", "Io, Chiara e l’Oscuro”  con la scrittrice Chiara Gamberale e le voci fuori campo di cuore, testa e corpo, "Melomani per caso" con Ubaldo Pantani e Virginia Raffaele. 
Dopo una sperimentazione estiva, "Un giorno da pecora" diventa un punto di forza del palinsesto autunnale, caratterizzandosi ben presto come riferimento della satira politica in Italia con grande diffusione anche su web e social network. 
Nuova formula anche per "Ottovolante", lo Zelig radiofonico. Alla conduzione Dario Ballantini, sigla originale del rapper Fabri Fibra che, successivamente,  fu protagonista del Primo maggio 2013 su Radio2. Escluso dal palco del Concertone romano di piazza San Giovanni per una presa di posizione dei sindacati confederati, Fibra fu scelto da Mucciante per aprire ugualmente con il suo rap la giornata musicale sulla rete, quell'anno radio ufficiale della manifestazione. 
Nel settembre 2010 riapre la storica sala B di via Asiago con "Radio2 Supermax", show quotidiano di musica live, condotto da Max Giusti con ospiti italiani e internazionali. Nel 2010 mette sotto contratto per la prima volta in Rai l'attrice Virginia Raffaele, che a Radio2 sperimenta quei personaggi che qualche anno dopo avrebbe portato con grande successo sul palco dell'Ariston, al Festival di Sanremo.
Tra gli artisti protagonisti di questa stagione di Radio2 : Paola Minaccioni, Neri Marcore', Max Paiella, Nuzzo e De Biase, Andrea Perroni, Simone Colombari, Michela Andreozzi, Gianfranco Butinar, Lucia Ocone, Lallo Circosta, Ernesto Goio. Nell'estate del 2010 Radio2 diventa media partner del Lucca Summer Festival e radio ufficiale della quarta edizione di X Factor, il talent show di Raidue. Nell’estate 2012 è media partner del Perfect Day, rassegna internazionale al Castello scaligero di Villafranca di Verona con la partecipazione di band come Franz Ferdinand e Sigur Ros.
Nel 2012, insieme a Renzo Arbore, Mucciante promuove il recupero e la digitalizzazione dei materiali della storica trasmissione “Alto Gradimento”, divenuta poi interamente scaricabile  in podcast. Nell'ottobre dello stesso anno, nel primo anniversario della scomparsa di Sergio Bonelli, va in onda su Radio2 una nuova serie di fumetti in chiave multimediale, ispirata allo scontro frontale fra Tex e il suo acerrimo nemico, Mefisto. Le voci sono di Francesco Pannofino e Roberto Pedicini.
Tra gli altri programmi, realizzati in questi anni, le trasmissioni musicali "Moby Dick", "Ritratti", "Musical Box", "Inthemix", "Juke box all'idrogeno", "Mu", "Rai Tunes", "Babylon", lezioni di filosofia alla radio in "Così parlò Zap Mangusta", “Besame Mucho” e "Hablaconmigo" - corso di spagnolo in pillole - Che ci faccio qui, Bafana bafana, Circo Massimo, “Tra il dire e il mare”, Radio2 facci un gol. Numerose, in questo periodo, le collaborazioni con artisti che si cimentano su Radio2, in alcuni casi per la prima volta, con la conduzione radiofonica. Tra questi Manuel Agnelli , la figura più carismatica del rock alternativo italiano, i musicisti Luciano Ligabue e Vinicio Capossela,  il regista Massimiliano Bruno, gli attori Pierfrancesco Favino, Teresa Mannino e Silvio Muccino con i programmi Instant Karma e Rivoluzione n.9.
A metà 2013 la festa per i dieci anni della trasmissione "610" lancia un nuovo formato di programma in onda su radio, TV e web.
Alla fine del 2013 riporta in radio Fiorello con “Edicola Fiore”. L'anno successivo lo showman siciliano lo segue a Radio 1 con Fuori programma, la cui sigla "la radio mamma" - scritta da Jovanotti - diventa il nuovo claim della rete. 
Commissionare a band e ad artisti italiani sigle originali e sound della rete è una precisa scelta editoriale come pure rinunciare alla tradizionale “Top 40”per proporre musica di qualità e quei generi, in molti casi esclusi dal circuito dei grandi network commerciali. Centrale in questo progetto il rilancio della musica dal vivo. Già dal 2002 ( come vice direttore, responsabile della musica di Radio1 e successivamente come direttore di Radio2 e Radio1) Mucciante caratterizza importanti spazi di palinsesto con i marchi “Radio1 live” e Radio2 live”, format dedicati a concerti ed esibizioni dal vivo di artisti italiani e internazionali, negli studi Rai di via Asiago o in esterna con diverse modalità produttive e interviste ai protagonisti.

### Direzione di Radio1, Giornale Radio, GR Parlamento
A marzo 2014 il consiglio d'amministrazione Rai lo nomina direttore del Giornale Radio e di Radio Uno, in sostituzione di Antonio Preziosi. Dall'ultimo giorno del mese lascia la direzione di Radio 2 all'interim di Nicola Sinisi e successivamente a Paola Marchesini.
Dal 12 giugno 2014 assume anche la direzione di Rai Gr Parlamento, canale che ritornerà a far parte della testata Giornale Radio Rai. 
Il suo piano editoriale viene approvato dalla redazione con l'80 per cento dei voti e prevede una forte connotazione informativa della rete con Gr ogni mezz'ora (35 edizioni quotidiane), aumento dell'offerta sportiva e dei notiziari internazionali. Cambia format e veste grafica "Radio anch'io" con l'arrivo di Giorgio Zanchini. Si aggiungono un terzo appuntamento pomeridiano con l'informazione regionale, la Messa domenicale a cura della Conferenza episcopale italiana in occasione del Giubileo, programmi su start up, mondo del web e dei social network, una nuova offerta musicale con il sound di Canale ridisegnato dalla band dei Calibro 35. Nell'ottobre 2014 comincia la collaborazione con il fotografo Oliviero Toscani.
Nel 2015 la rete segna positivi risultati di ascolto.
Nascono i programmi "Beat Connection" di Francesco Adinolfi e "Latitudine Soul" con Luca Sapio e Luca Ward e Radio1 diventa la radio ufficiale del Primavera Sound di Barcellona, il festival europeo per eccellenza della musica indipendente. La cantante Malika Ayane è l’inviato della rete, unica radio italiana media partner dell’evento. Nello stesso anno viene presentato al Salone del Libro di Torino il primo e-book di "Radio1 Plot Machine", con i racconti inediti a tema da parte degli ascoltatori della trasmissione di scrittura creativa condotta da Vito Cioce. 
Nel febbraio 2016 esordisce su Radio1 Michele Riondino, noto al grande pubblico come "il giovane Montalbano". La collaborazione con l'attore era cominciata nel 2014 con Radio1 in diretta da Taranto a trasmettere il concerto del primo maggio, organizzato da Riondino su temi come giustizia, legalità, diritto al lavoro e alla salute, in alternativa a quello romano, promosso dai sindacati in piazza San Giovanni. Nel dicembre 2014 viene ascoltato in Commissione parlamentare di vigilanza sulla cosiddetta riforma delle newsroom del Dg Gubitosi. "Radio1 e il Gr lavorano già da quindici anni in digitale"- precisa Mucciante, che rilancia dubbi e interrogativi sulla reale potenzialità di diffusione della tecnologia Dab, che avrebbe dovuto sostituire in toto la modulazione di frequenza: contrariamente a quanto avvenuto per la TV- dice- "non c'è neppure una data certa per lo switch off ". Il 31 marzo 2015 partecipa al convegno "InformeRai", a Palazzo Montecitorio con un intervento incentrato sul nuovo modo di fare informazione nell'era del terrorismo e dei social network. A giugno Radio1 vince la seconda edizione del Premio "I Nostri Angeli", promosso da Unicef Italia nell’ambito del Premio giornalistico internazionale Marco Luchetta: un riconoscimento alla testata giornalistica che più si è distinta nei temi legati alla tutela dell’infanzia nel mondo. A giugno 2016 la nomina di Carlo Conti alla direzione artistica di Radio Rai apre un acceso confronto nella redazione sulla linea editoriale della testata e la titolarità delle scelte musicali. All'inizio di agosto viene sostituito da Andrea Montanari, vice direttore del Tg1, in una seduta del Cda, nella quale vengono nominati anche nuovi direttori di Tg2,Tg3 e Rai Parlamento con una coda polemica. In una lettera aperta Mucciante saluta la redazione, tracciando un bilancio dei suoi due anni di direzione per quanto riguarda risultati editoriali, brand, ascolti, pubblicità.
A Ottobre 2016 vince il Premio "Maria Grazia Cutuli", promosso dal Centro culturale Einaudi con l'adesione della Presidenza della Repubblica. Le motivazioni si riferiscono alle nuove modalita' di racconto, introdotte da Mucciante alla radio, di quei Paesi e di quelle realtà, al di fuori dei circuiti dell'informazione tradizionale. In particolare per speciali e "fili diretti" su terrorismo e migranti e per i nuovi format dell'informazione internazionale.

### Direzione di Rai Libri
Da maggio 2018 è Direttore Editoriale di Rai Eri, casa editrice del Servizio Pubblico, che a dicembre, sotto la sua gestione, viene trasformata in Rai Libri con un progetto editoriale completamente nuovo.
Nel catalogo della neonata Rai Libri ci sono Bruno Vespa, Alberto Angela, Federica Sciarelli, Vincenzo Mollica, Milly Carlucci, Osvaldo Bevilacqua, Bianca Guaccero, Antonella Clerici, Natalia Cattelani, Salvo Sottile, Michele Mirabella, Cristoforo Gorno e altri.